# Condado de Castela
Castela foi, até à data da sua independência em 932,  um condado que formava parte do Reino de Leão e que um século mais tarde se viria a tornar no Reino de Castela. O condado foi repovoado por povos de diversas origens (godos, ástures, bascos, cantábros). Sediados inicialmente na Biscaia, as movimentações dos bascos naquela direcção obrigaram à movimentação dos autrigões e dos bárdulos para ocidente, região desde então conhecida como Bardúlia, já em território cantábrico. Daí dirigiram-se progressivamente para sul, ocupando os territórios que mais tarde integrariam o Reino de Castela.

## Lista de condes de Castela

### Marcaoriental do reino dasAstúrias
- Rodrigo de Castela (860 - 873)[1]
- Diego Rodriguez Porcelos (873 - 885)[2]
- Munio Nuñez de Roa (899 - 901),[3] primeiro periódo
- Gonçalo Teles (c.902 - 904)
- Munio Nuñez de Roa (904 - 909), segundo periódo[4]
- Gonçalo Fernandez (909 - 915)[5]
- Nuño Fernández (920 - 926)[6]
- Fernando Ansurez (929 - 930),
- Fernão Gonçalves (930-944), 1.ª vez
- Ansúr Fernandes (944-947)
- Fernão Gonçalves (947-970), 2.ª vez
- Garcia Fernandes, «o das Mãos Brancas» (970-995)
- Sancho Garcia, «o dos Bons Foros» (995-1017)
- Garcia Sanches, «o Infante» (1017-1029)
- Munia Maior de Castela (1029-1032), casada com Sancho Garcês III de Pamplona)
- Fernando I de Leão